# Holothecium
Ein Holothecium ist eine Form der Fruchtkörper von Ständerpilzen, die keine sterile Oberfläche und kein differenziertes Hymenophor aufweist, sondern polster-, keulen- oder korallenförmig, manchmal auch gelappt und insgesamt vom Hymenophor bedeckt ist. Die Oberfläche kann faltig-runzelig oder feinwarzig sein. Von dieser Form der Fruchtkörper ist das Pilothecium abgeleitet, das eine sterile Oberfläche besitzt. Es gibt Übergangsformen zwischen beiden Fruchtkörpertypen. Formen mit steriler Unterseite wie in der Gattung Exidia werden als Holothecium betrachtet.

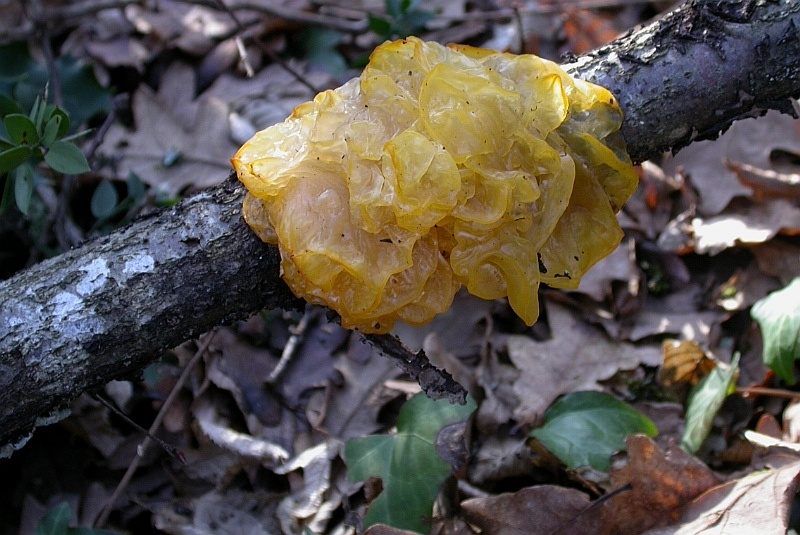
Fruchtkörper des Goldgelben Zitterlings (Tremella mesenterica)